# بعثة خليج هدسون (1686)
بعثة خليج هدسون عام 1686 كانت واحدة من الصراعات الأنجلو-فرنسية على خليج هدسون. كانت أولى البعثات التي خرجت من ولاية فرنسا الجديدة ضد المواقع التجارية لشركة خليج هدسون في المناطق الجنوبية لخليج هدسون. قاد البعثة الشيفالييه دو تروا، وتمكنت من الاستيلاء على المواقع في موس فاكتوري، وروبيرت هاوس، وحصن ألباني، بالإضافة إلى سفينة الشركة كرافين.
بالرغم من أن فرنسا وإنجلترا كانتا في حالة سلام في ذلك الوقت، إلا أن الحرب اندلعت بينهما في عام 1689، واستمر الصراع حول مواقع خليج هدسون. أحد نواب تروا، بيير لو موين دي إيبيرفيل، قاد بعثات إضافية ضد ممتلكات شركة خليج هدسون؛ وقد بلغ هذا ذروته في الانتصار الفرنسي في معركة خليج هدسون البحرية في عام 1697. في نهاية الحرب، سيطرت فرنسا على كل المخازن باستثناء واحد تابع للشركة.

## خلفية
في عام 1679، التقى المستكشف الفرنسي بيير إسبريت راديسون والممول شارل أوبير دو لا شيناي في باريس، ووضعا الأسس لإنشاء شركة لتجارة الفراء سميت «شركة الشمال». هدفت الشركة إلى الانخراط في تجارة الفراء في شمال أمريكا الشمالية، حيث حققت شركة خليج هدسون الإنجليزية أرباحًا كبيرة في هذا المجال. أجرت الشركة أول بعثة رئيسية لها في عام 1682 واستولت بنجاح على مصنع يورك. بعد تقلص أرباح الشركة بسبب الضرائب المفروضة من قبل السلطات في فرنسا الجديدة، انضم راديسون إلى شركة خليج هدسون وقاد العديد من البعثات البحرية الرابحة خليج هدسون، بما في ذلك استعادة مصنع يورك والفراء المأخوذة هناك لصالح الشركة.
أقنعت الشركة حاكم فرنسا الجديدة، ماركي دو دينونفيل، بتنظيم بعثة عسكرية ضد مواقع شركة خليج هدسون في خليج هدسون. جنّد بيير دي تروا، الشيفالييه دو تروا، جندي فرنسي، وجمع قوة صغيرة لبعثة برية، تكونت من 30 جندي فرنسي منتظم، و70 متطوع كندي، وعدد قليل من المرشدين الهنود. كان من بين الكنديين ثلاثة إخوة: بيير لو موين دي إيبيرفيل، وجاك لو موين دي سانت هيلين، وبول لو موين دي ماريكورت، الذين اشتهروا لاحقًا بأفعالهم البطولية.
بحلول عام 1686، كانت شركة خليج هدسون قد أنشأت عدة مواقع في خليج هدسون وخليج جيمس، أقصى جنوب الخليج الأكبر. أنشأ كل من موس فاكتوري ورابيرت هاوس على نهر قرب مصباتهما في خليج جيمس. بالإضافة إلى مصنع يورك، الذي يقع بالقرب من مصب نهر نيلسون، كانت هناك مواقع على نهري ألباني وسيفيرن حيث يصبان في خليج هدسون من الجانب الغربي له. كانت جميع هذه المواقع حصونًا خشبية مزودة ببعض المدافع؛ وكان حصن فورت ألباني الأكثر دفاعًا.

## البعثة
انطلقت البعثة من مونتريال في مارس 1686 وسافرت أكثر من 800 ميلًا (1,300 كيلومتر) خلال 82 يومًا. لم يستكشف الرجال البيض يعد المسار شمال حصن تيميسكامينغ. كان المسار عبر نهر أوتاوا إلى بحيرة تيميسكامينغ، ثم عبر مضائق ونهر أبيتيبي ونهر موس. عند وصولهم إلى موس فاكتوري، كان الموقع محتلًا من قبل 16 رجلًا؛ الحاكم جون بريدغار، أبحر إلى رابيرت هاوس في اليوم السابق. في الفجر، قاد الأخوة بيير وجاك لو موين فرقًا إلى الحصن، حيث ربطوا ثلاثة مدافع قبل شنهم هجومًا على الحامية النائمة. اقتحم بيير لو موين الثكنة التي يتواجد فيها المدافعون، لكنهم أغلقوا البوابة خلفه، واضطر إلى الدفاع عن نفسه بمفرده بالسيف والبندقية حتى اضطر جنوده لفتح البوابة. بعد معركة استمرت ساعتين، استسلمت الحامية.